# Getränke Hoffmann

Historisches Logo bis 2021

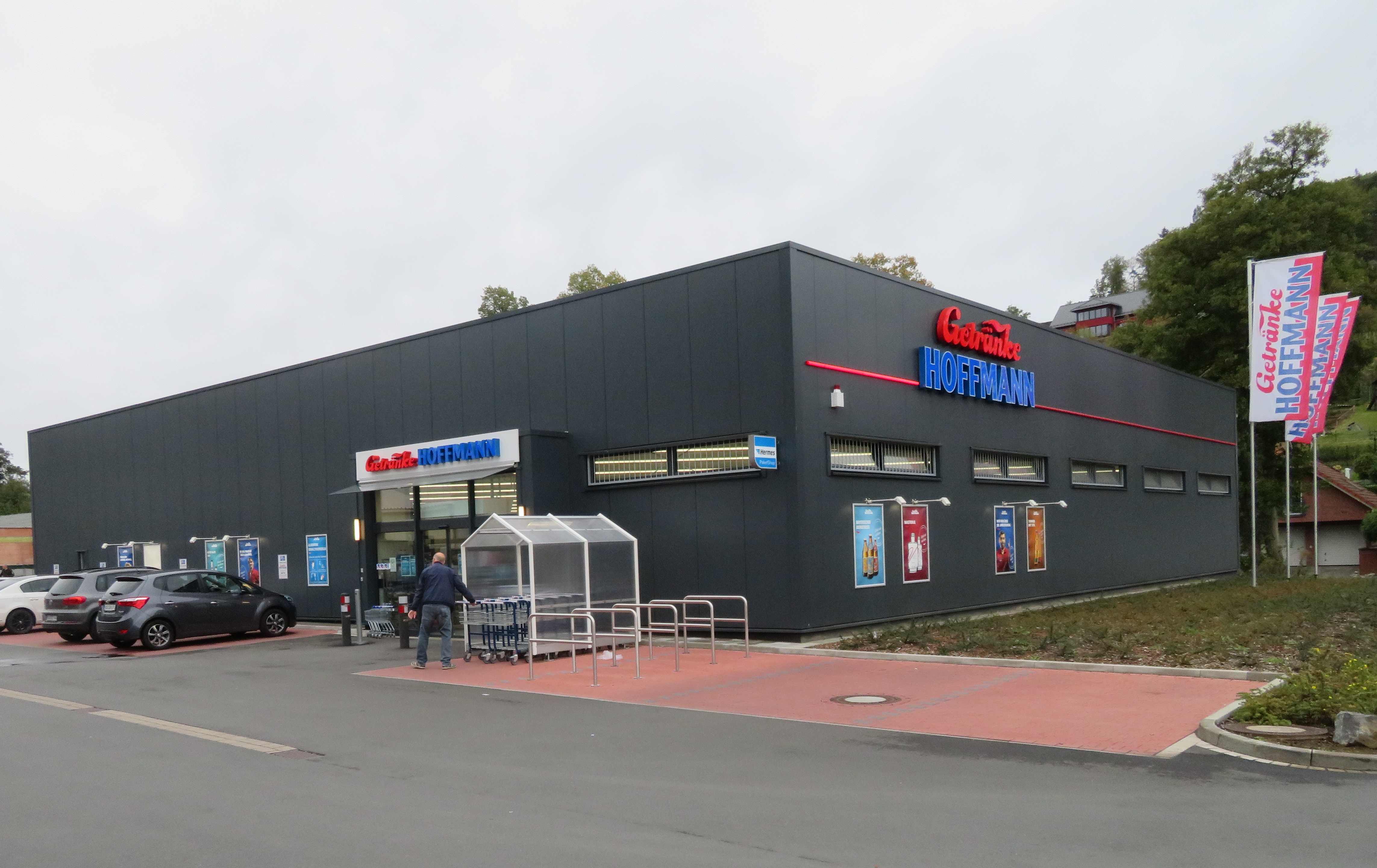
Filiale von Getränke Hoffmann in Sundern

Die Getränke Hoffmann GmbH ist eine Getränkefachmarktkette mit ca. 600 Filialen in Berlin, Brandenburg, Hamburg, Schleswig-Holstein, Hessen, Niedersachsen, Nordrhein-Westfalen, Rheinland-Pfalz, Sachsen-Anhalt, Sachsen, Thüringen und Bayern. Hauptsitz der Kette ist in Blankenfelde-Mahlow, Ortsteil Groß Kienitz. Daneben existieren zwei Untergesellschaften, die Getränke Hoffmann WEST GmbH & Co. KG mit Sitz in Hagen und die Getränke Hoffmann Süd GmbH mit Sitz in Hof.

## Geschichte
Hubert Hoffmann hat das Unternehmen im Jahr 1966 in West-Berlin gegründet. Unter dem Namen H. Hoffmann Discount-Spezial (auch HH Discount-Spezial) entstand die erste Filiale in der Hobrechtstraße, Berlin-Neukölln. Den Namen Getränke Hoffmann nahm das Unternehmen in den 1980er Jahren an. Bevor Hubert Hoffmann seinen ersten Markt eröffnete, bot er, zusammen mit dem ehemaligen Geschäftspartner Klaus Kliche, einen Getränkelieferdienst an.
Seit 1989 gehört die Getränke Hoffmann GmbH zu 100 Prozent der Radeberger Gruppe in Frankfurt am Main, die wiederum Teil der Dr. August Oetker KG in Bielefeld ist.
Getränke Hoffmann verzeichnet seit Jahren ein organisches und anorganisches Wachstum.
Im Jahr 2010 wurden die Big-Box-Getränkefachmärkte (Lingen) und die Riepen-Getränkemärkte (Bordesholm) übernommen.
Im Hinblick auf die Zahl der Märkte und Umsatzstärke war das Unternehmen 2013 der größte Getränkemarkt-Betreiber in Deutschland.
Seit dem 1. Januar 2018 gehören die Dursty Getränkemärkte zur Getränke Hoffmann Gruppe.
Zum 1. Januar 2019 wurde die Lippert-Gruppe (Geva) übernommen, die neben dem Getränkegroßhandel auch Getränkeabholmärkte unter den Namen „Cash Getränke“ und „Trinkkult“ schwerpunktmäßig in den Regionen Nordbayern/Franken, Thüringen und Sachsen betrieben.

## Filialen
Die Filialen werden von selbständigen Handelsvertretern oder von festangestellten Mitarbeitern geführt.
Deutschlandweit sind es fast 500 Filialen:
- 96 in Berlin
- 79 in Brandenburg
- 210 in Nordrhein-Westfalen

- 46 in Schleswig-Holstein
- 6 in Hessen
- 21 in Rheinland-Pfalz

- 34 in Niedersachsen

- 3 in Hamburg
- 3 in Sachsen-Anhalt
- 19 in Bayern
- 64 in Sachsen
- 12 in Thüringen

## Sortiment
Bereits 2016 hatte Getränke Hoffmann rund 7000 Produkte im Angebot. Heute gehören rund 7.700 Artikel zum Sortiment, welches aus über 2.000 Bier-Artikeln, mehr als 3.000 alkoholfreien Artikeln und aus über 2.700 Artikeln im Sekt-, Wein- und Spirituosenbereich besteht. Neben Herstellermarken werden auch eigene Handelsmarken vertrieben: unter anderem Herren Premium-Bier, Lausitzer Mineralwasser, Ernteglück-Säfte, HOFFMANN-Sekt und Volksmund-Wein. Bei den Herstellermarken sind Biere, Mineralwässer, Säfte, Limonaden und sonstige alkoholfreie Getränke sowie Sekt, Champagner, Wein und Food- und Non-Food-Artikel in den Filialen zu finden.
Getränke Hoffmann setzt 3.500.000 Hektoliter an Getränken ab und hat 92 % umweltfreundliches Mehrweg in den Sortimentsbereichen Bier und alkoholfreier Getränke. Auch im Weinbereich stockt Getränke Hoffmann auf und vertreibt in ausgewählten Filialen Bio-Mehrwegweine in Glaspfandflaschen. Das Sortiment der HOFFMANN'S WEIN:BAR wurde 2023 mit dem Mehrweg-Innovationspreis der Deutschen Umwelthilfe e. V. ausgezeichnet. Im Jahr 2022 erschien die erste Nachhaltigkeitsbroschüre des Unternehmens, in der weitere strategische Ziele und Aktivitäten im Bereich der Nachhaltigkeit zu finden sind.

## Service
Im Juni 2014 testete das Deutsche Institut für Service-Qualität im Auftrag des Nachrichtensenders n-tv zehn Getränkemarkt-Ketten. In den Kategorien Beratungskompetenz und Angebot erhielt Getränke Hoffmann das Testurteil sehr gut.
Wein+Markt zeichnete 2016 das Wein-Filialkonzept von Getränke Hoffmann in der Berliner Kurfürstenstraße  als bestes im Lebensmittel-Einzelhandel aus.
Getränke Hoffmann wurde als Branchenbester im Handelsblatt-Ranking „Deutschlands beste Händler“ in der Branche „Getränkemärkte“ gekürt.
Das Fachmagazin Der Handel hat Getränke Hoffmann als „Deutschlands Top-Händler 2018“ ausgezeichnet.
Im Jahr 2023 wurde Getränke Hoffmann zu Deutschlands bestem stationären Getränkehändler gewählt.
Zu den Services gehören außerdem:
- HoffmannBringts – ein Lieferservice in Berlin, Potsdam und Umgebung[17]
- Vereinswelt – ein Bonusprogramm, mit dem Prämien für Vereine erworben werden können[18]
- Weinprobierstationen, die in ausgewählten Filialen verfügbar sind[19]
- PAYBACK[20]

## Trivia
Im Lied Delmenhorst der Band Element of Crime wird Getränke Hoffmann im Refrain erwähnt.
Der Musiker Henning May erwähnte Getränke Hoffmann im Podcast des Komikers Kurt Krömer.